# Guenter Bluff
Das Guenter Bluff ist ein markantes Felsenkliff im ostantarktischen Viktorialand. In den Usarp Mountains ragt es an der Westseite des Pomerantz-Tafellands auf.
Der United States Geological Survey kartierte es anhand eigener Vermessungen und Luftaufnahmen der United States Navy aus den Jahren von 1960 bis 1962. Das Advisory Committee on Antarctic Names benannte es 1970 nach Clarence Alfred Guenter von der University of Calgary, der im Rahmen des United States Antarctic Research Program physiopsychologische Studien auf der Amundsen-Scott-Südpolstation betrieben hatte.